# 産経新聞ニュース
『産経新聞ニュース』（さんけいしんぶんニュース）は、産経新聞がテレビ・ラジオ等で提供するニュース番組。
1. 過去、関東地方の県域独立系テレビ局で、1976年 - 1990年代の平日夕方17:50 - 18:00に放送された5社ローテーションの全国ニュースの一つ。#産経新聞ニュース (5社ニュース)
2. テレビ静岡で、日曜朝の『FNNニュース』のタイトルを差し替えて放送するニュース番組、『FNN産経新聞ニュース』（春・秋季のみ。夏・冬季は『FNN中日新聞ニュース』として放送）。
3. 文化放送とニッポン放送、およびラジオ大阪で放送されているラジオニュース。#産経新聞ニュース (ラジオ)
4. 山陽新幹線などの車内案内表示装置にスクロール表示される文字ニュース

## 産経新聞ニュース（5社ニュース）
この番組は1962年7月2日、共同テレビジョンニュース社の制作による『ホームニュース』として開始。従前は1959年3月のフジテレビ開局当初から続く学童向け「フジ・こどもニュース」「産経母と子どもニュース」が平日夕方に放送されていたが、これを一般向けに転換したものである。
配信元となるキー局は「共同テレニュース」をネットするフジテレビ、仙台放送、東海テレビ、関西テレビ、日本海テレビ、広島テレビで、1964年10月からテレビ西日本が加わった。テレビ西日本がフジテレビ系列となる1964年9月までは山口放送でも放送された。
ネット各局では個別に番組タイトルを差し替え、フジテレビは『サンケイホームニュース』、関西テレビは『サンケイ新聞ニュース』、東海テレビは『中日ホームニュース』、山口放送は関門テレビ局向けと徳山本局向けともに『KRYテレニュース』として、それぞれ放送した。1967年9月に、制作が共同テレビジョンニュース社からフジテレビに移管されて事実上『FNNニュース』と同じ内容になった。
放送時刻は、1968年3月までは月曜日から土曜日、以降は月曜日から金曜日まで、それぞれ午後5時50分から10分間で、産経・中日・西日本など新聞社系列のUHFのテレビ局が全国で増加するにつれてネット局も増加した。ネット受けする局の大半（特にこの当時は民放テレビ局が1局しかなくオープンネット状態の都道府県が多く存在した）は、読朝毎の3社ニュースに『ホームニュース』を組み合わせて放送し、実質4社ニュースの形が続いた。
その後新聞社と放送局の資本関係を明確にする目的から、1974年3月に在京キー局の3社ニュース終了後、その受け皿として関東地方の独立系UHF放送局（独立県域局）で放送された5社ニュースの一角として、長期間放送され、群馬テレビ、千葉テレビ放送、テレビ神奈川は、1988年4月まで『サンケイ新聞ニュース』、1988年5月以降は『産經新聞ニュース』として放送した。テレビ神奈川、千葉テレビは水曜、群馬テレビは月水金にそれぞれ放送した。
フジテレビの放送は1975年9月26日に終了したが、フジテレビから地方局、特に前述の関東地方のUHFテレビ局に向けた裏送りは1990年代まで続いた。FNN系列局はFNNニュースを放送する関係で放送されず、東海、関西の独立UHF局でも放送されなかった。

## 産経新聞ニュース（ラジオ）
1958年11月に、フジテレビ・文化放送・ニッポン放送と産経新聞社の協力関係が確立し、1959年2月1日から文化放送のニュースは全て産経新聞社が提供する『産経ニュース』に切り替わった。文化放送は他にも、産経新聞からの協力を背景に、『産業ニュース解説』（自社制作による全国ニュース番組『ニュース・パレード』の後半に内包）、『サンケイ奥様ニュース』、『こどものしんぶん』を制作していた。
文化放送は、1976年に事実上フジサンケイグループから離脱すると、ニュース番組は『文化放送ニュース』に切り替えられ、内容も自社取材や共同通信社が配信するニュースを主体に変更された。
ラジオ大阪では、産経新聞の創業者である前田久吉が創業時に社長を務めていた関係で、平日16時（午後4時）台以外の時間帯のニュースが開局と同時に『サンケイ新聞ニュース』として放送された。実際にはフジサンケイグループへ加盟せず、「創業者が同一人物である」という関係でニュース素材を産経新聞に求めていただけに過ぎなかったため、産経新聞社との関係が希薄になった時期には定時ニュースのタイトルから「サンケイ新聞」を外していた。しかし、2005年1月に産経新聞社の傘下へ入ったことを機に、平日16時台以外の定時ニュースを『産経新聞ニュース』に改題。2007年10月1日以降は平日の朝8時から20時（午後8時）までの時報後に「SANKEI EXPRESS NEWS（サンケイ・エクスプレス・ニュース）」として放送したが、2013年4月から再び「産経新聞ニュース」として、13時（午後1時）と17時（午後5時）を除いて放送した。平日16時台のニュースについては、産経新聞社が編集して提供するニュース記事を、系列の夕刊紙「大阪新聞」を冠した「大阪新聞ニュース」として開局当初から放送。大阪新聞社の産経新聞社への統合・「大阪新聞」の廃刊（2002年3月）以降は、同系列の「夕刊フジ」に冠名を変更したうえで、2011年2月まで「夕刊フジ最終便」として自社制作の生ワイド番組へ内包させていた。前述した2013年の4月改編以降は、放送の形態を問わずタイトルを『産経新聞ニュース』に統一したうえで、主にフリーアナウンサーが担当していた。2019年3月までは毎日複数回放送されていたが、同年の4月改編から平日の7:55 - 8:00にのみ単独番組として編成された後に、9月27日（金曜日）で単独番組扱いの放送をいったん終了。9月30日（月曜日）以降は、『ハッピー・プラス』（平日午前中の生ワイド番組）に限って、午前8時過ぎに『産経新聞ニュース』を内包している。なお、単独番組としての『産経新聞ニュース』の放送については、2022年3月5日から隔週土曜日の13:55 - 14:00で再開（のちに13:40 - 13:45に変更）。同年4月改編からこの時間帯で毎週放送を復活させていたが、2023年10月から『土曜の午後は、トコトンほんこん!』開始による内包化により、再び単独番組としては放送されない。
2022年3月の時点で、定時ニュースに『産経新聞ニュース』のクレジットを正式に用いているラジオ局は、ニッポン放送とラジオ大阪の一部枠に限られている。ただし、両局のある関東・関西以外の地方でFM専門局が相次いで開局するにつれて、産経新聞社の関係するFM局から「産経新聞ニュース」が放送されている。その一方で、ニッポン放送では、大半のニュース枠を「ニッポン放送ニュース」というタイトルで編成している。ニッポン放送ニュース・交通情報・天気予報#ニッポン放送ニュース・産経新聞ニュースを参照。

## 備考
- 産経新聞の番組表で、「フジテレビ（文化放送・ニッポン放送）のニュースはサンケイニュース」（サンケイの箇所は題字を使用[1]）と関東発行版で表示したり、関東の上記3局と関西テレビ放送とラジオ大阪の欄で、通常「N」、もしくは小さく「ニュ（改行）ース」でニュース番組を表す記号を「サンケイN（ニュース）」[2]と書き替えて当番組の放送を表示したことがあった。
- かつては東海道新幹線の車内の列車案内表示装置にも文字ニュースを提供していたが、2020年3月13日で終了した[3]。